# آلیوم نرینیفلورم
آلیوم نرینیفلورم (نام علمی: Allium neriniflorum) نام یک گونه از سرده والک است.